# 알라딘 (1992년 사운드트랙)
《알라딘:  》(Aladdin: Original Motion Picture Soundtrack)은 디즈니의 1992년 애니메이션 영화 《알라딘》의 사운드트랙이다. 앨런 멘켄이 작곡하고 하워드 애시먼이 작사한 노래와 오리지널 스코어로 구성되어 있다.
음악은 앨런 멘켄이 작곡한 것을 사용하였고 작사는 하워드 애시먼과 팀 라이스가 담당하였다. 기본 사운드트랙 노래는 A Whole New World이 엔딩이며 그래미상뿐 아니라 1992년에 멘켄과 라이스에게 아카데미 주제가상상이 주어졌다. 크레딧에서 피보 브라이슨과 레기나 벨이 노래를 불렀고 한국판에서는 남경주, 이정화가 노래를 불렀다.
이 음반은 아카데미 상 음악상, 골든 글로브 상 음악상, 그래미 상 영화 및 텔레비전 부문 음악상을 수상하였으며, BAFTA 상 영화 음악상 후보로도 선정되었다. (쉰들러 리스트가 수상)

## 트랙 목록 (1992년 오리지널 발매)
1. "Arabian Nights" (Howard Ashman) - Bruce Adler
2. "Legend of the Lamp (Score)"
3. "One Jump Ahead" (Tim Rice) - Brad Kane
4. "Street Urchins (Score)"
5. "One Jump Ahead (Reprise)" (Tim Rice) - Brad Kane
6. "Friend Like Me" (Howard Ashman) - Robin Williams
7. "To Be Free (Score)"
8. "Prince Ali" (Howard Ashman) - Robin Williams
9. "A Whole New World" (Tim Rice) - Brad Kane & Lea Salonga
10. "Jafar's Hour (Score)"
11. "Prince Ali (Reprise)" (Tim Rice) - Jonathan Freeman
12. "Ends of the Earth (Score)"
13. "The Kiss (Score)"
14. "On a Dark Night (Score)"
15. "Jasmine Runs Away (Score)"
16. "Marketplace (Score)"
17. "Cave of Wonders (Score)"
18. "Aladdin's World (Score)"
19. "The Battle (Score)"
20. "Happy End in Agrabah (Score)"
21. "A Whole New World (Aladdin's Theme)" (Tim Rice) - Peabo Bryson & Regina Belle

## 같이 보기
- 알라딘 (2019년 사운드트랙)

1. 1 2  Aladdin (1992) - Awards